# Peñalén
Peñalén è un comune spagnolo di 78 abitanti (2022) situato nella comunità autonoma di Castiglia-La Mancia.